# Saison 7 de Seinfeld
Chronologie
Saison 6 Saison 8
La septième saison de Seinfeld, une sitcom américaine, est diffusée pour la première fois aux États-Unis par NBC entre le 21 septembre 1995 et le 16 mai 1996.

## Liste des épisodes

### Épisode 5:Bain à remous
Thom Barry (Tom)

### Épisode 9:Pénurie
Scott Patterson (Billy)

### Épisode 13:Seven
George a décidé de nommer son futur enfant "sept", ce qui ne sied guère à Susan. Lorsque la cousine de celle-ci décide d'appeler l'enfant ainsi, George propose des variantes, sans parvenir à la faire changer d'avis.
Jerry est obsédé par l'accoutrement vestimentaire de sa conquête, et tente de découvrir si elle a déjà porté des habits différents dans sa vie.